# Круликовский, Леонид Константинович
Леонид Константинович Круликовский(1864, Сарапул — 1920, Киев) — русский энтомолог, член Русского Энтомологического Общества, лепидоптеролог и естествоиспытатель.

## Биография
Леонид Круликовский родился в городе Сарапуле в Вятской губернии в семье врача и земского деятеля польского благородного происхождения Константина Фадеевича Круликовского (1820—1888). Отец учился в Люблинской гимназии, дальше на медицинском факультете Харьковского университета (1842—1847), приехал в Сарапул 1847 и в 1878—1882 годах был избран председателем земской управы.
В 1887 году женился на Лидии Аркадьевне Варпаховской, сестре ихтиолога Н. А. Варпаховского.
В 1888 году Леонид Круликовский окончил Казанский университет, работал в Зоологическом музее Академии наук, но после смерти отца в 1847 году был вынужден оставить научную работу и перейти на службу к акцизного ведомства Вятской губернии. С 1889 до 1915 года работал в Малмыже, Уржуме, Сарапуле. В 1915—1916 годах преподавал в Боткинской частной гимназии. С 1916 года по приглашению Льва Шелюжко переехал в Киев. В 1918 году назначен в Комиссию по изучению фауны новообразованной Украинской академии наук, с 1919 года — в Зоологическом музее УАН.
Умер в январе 1920 года в Киеве от злокачественной саркомы

## Научная деятельность
Как и многие энтомологи увлёкся коллекционированием чешуекрылых и жуков ещё в юношеские года. Основные сборы чешуекрылых проводил в Вятской губернии. Впоследствии собирал насекомых из различных районов Среднего и Южного Урала, Казанской губернии, Саратовской и Уфимской губерний, Центральной Азии и Восточной Сибири.
В 1890 году он опубликовал одну из своих первых работ, посвящённых чешуекрылым Казанской губернии. Позднее он публикует ряд работ, посвящённых чешуекрылым разных регионов России. Описал ряд новых таксонов чешуекрылых (преимущественно Rhopalocera).
Собрал обширную коллекцию палеарктических чешуекрылых, преимущественно из центральных и южных регионов России, а также Сибири. Коллекция бабочек позднее была приобретена Львом Шелюжко и сейчас хранится в Зоологическом музее Киевского университета. Его коллекция жуков находится в ЗИН РАН.
С 1888 года был избран членом Русского энтомологического общества. Был почётным членом Уральского общества естествознания, членом Вятской ученой архивной комиссии. Организатор Общества изучения Прикамского края. В 1909 году выступил одним из активных основателей Сарапульского земского музея, в который он отдал часть своей коллекции насекомых.

## Основные труды
- 1888: К сведению о фауне чешуекрылых Вятской губернии. — Записки Уральск. общ. любит. естеств., 11: 203—246.
- 1890: Опыт каталога чешуекрылых Казанской губернии. — Бюлл. МОИП, № 2, — 52 с. (отд. оттиск).
- 1891: Опыт каталога чешуекрылых Казанской губернии 1. Rhopalocera. — Бюлл. МОИП, (4): 200—251.
- 1891: К сведению о фауне чешуекрылых Вятской губернии. — Записки Уральск. общ. любит. естеств., 12: 65-76, 79-81.
- 1897: Заметка о фауне Macrolepidoptera окрестностей города Уфы. — Мат. к познанию фауны и флоры Рос. Имп.- Отд. Зоол., вып. 3: 313—328.
- 1897: Заметка о чешуекрылых окрестностей города Саратова. — Тр. Саратовского общества естествоиспытателей и любителей естествознания. 1: 35-39.
- 1901: Материалы для познания фауны чешуекрылых России. II. К сведениям о чешуекрылых окрестностей г. Ярославля. — Мат-лы к познанию флоры и фауны Российской Империи. Отдел зоол. Вып. 5: 34-37.
- 1902: К фауне чешуекрылых Ярославской губернии. — Тр. Русск. энтомол. общ-ва. Т. 35: 535—560.
- 1903: К сведению о чешуекрылых Западной Сибири и Семиречья. — Русс. энтомол. обозр., 3: 300—303.
- 1904: Материалы для познания фауны чешуекрылых России. 10. Некоторые малоизвестные чешуекрылые. — Материалы к познанию фауны и флоры Рос. Империи. Отд-ние зоол. 6: 245—246, табл. 2.
- 1904: Новые данные о чешуекрылых Уфимской губернии. — Мат. к познанию фауны и флоры Российской Имп. М., 4: 18-21.
- 1904: Материалы для познания фауны чешуекрылых России. VII. Список микрочешуекрылых, известных до сих пор из пределов Вятской губернии. — В кн. Материалы к познанию фауны и флоры Российской империи. СПб., вып. 6: 226—237.
- 1904: Заметки о чешуекрылых, собранных летом 1903 г. в окрестностях Уржума Вятской губернии. — Русск. энтомол. обозр., 4: 27-31.
- 1907: Мелкие лепидоптерологические заметки. Сообщение IX (Ярославская губерния). — Русск. энтомол. обозр., 7(1): 27-34.
- 1907: Чешуекрылые Вятской губернии. — Москва, 205 с.
- 1909: Чешуекрылые Вятской губ. Материалы к познанию фауны и флоры Российской Империи, отд. зоол., IX: 1-250.
- 1909: Новые данные о чешуекрылых Вятской губернии. — Русск. энтомол. обозр., 9: 292—323.
- 1909: К сведениям о фауне чешуекрылых Вологодской губернии. — Рус. энтомол. обозр.,9(1-2): 65-79.
- 1910: К сведению о чешуекрылых Уфимской губернии. — Pycскoe энтомол. обозрение, 10(3): 220—222.
- 1911: Материалы к познанию фауны чешуекрылых Центральной Азии. — Записки Уральск. общ. любит. естеств., 31(1): 95-126.
- 1916: Заметки о чешуекрылых Восточной Сибири. — Русск. энт. обозр., 15, 4: 613—617.